# Grabpatenschaft
Die Grabpatenschaft ist die Patenschaft zu Gunsten einer in vielen Fällen denkmalpflegerisch oder sepulkralgeschichtlich bedeutsamen Grabstätte. Die Grabpatenschaft dient zur Pflege und Erhaltung schutzwürdiger Grabdenkmale und ist eine spezifische Form des bürgerschaftlichen Engagements. Sie setzt bei den Paten und der Friedhofsverwaltung ein fortgeschrittenes Verständnis für den Stellenwert der regional verankerten Gedenkkultur und die Rolle von Friedhöfen weit über ihren Charakter als Grünanlage voraus.

## Hintergrund

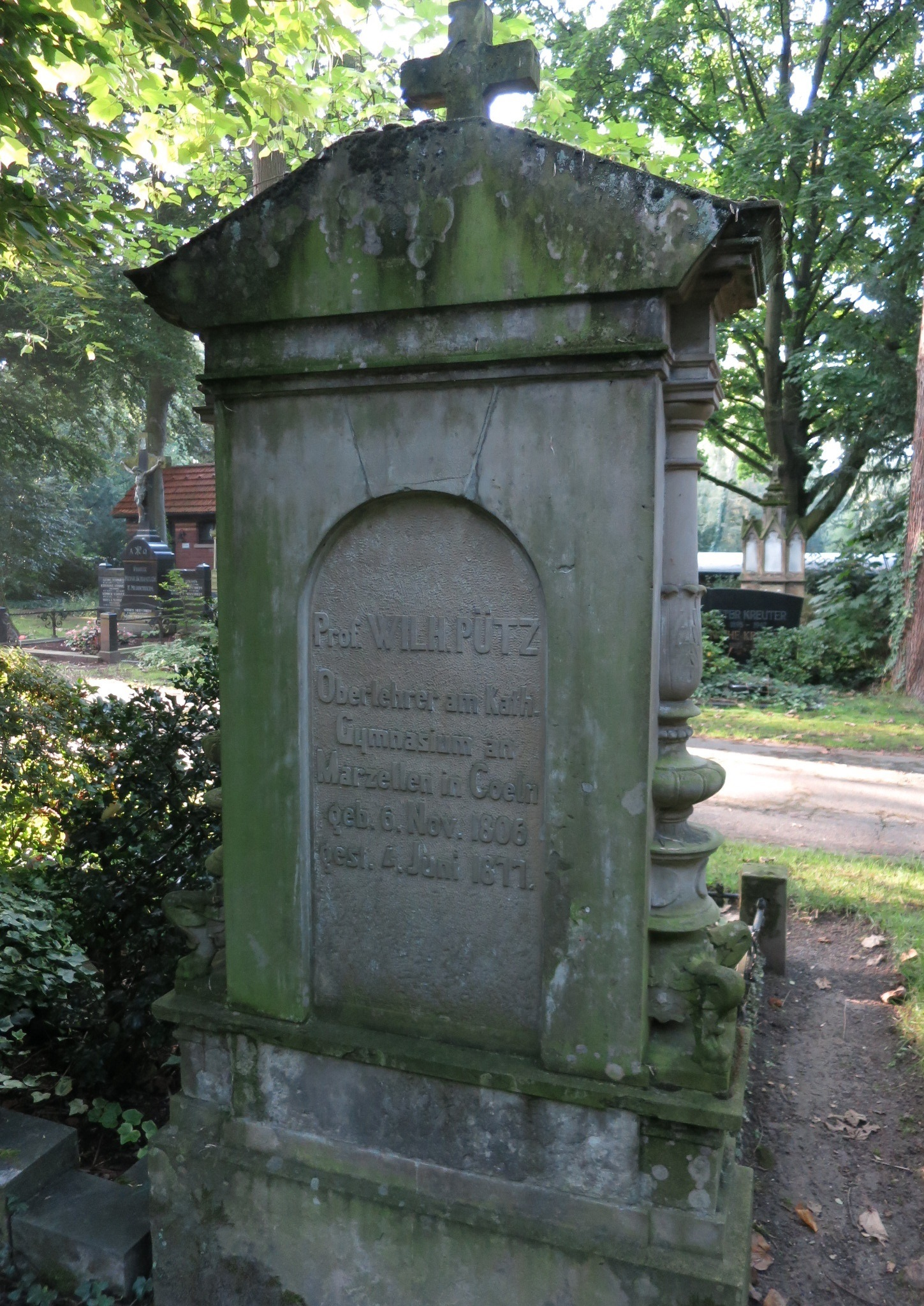
Patenschaftsgrab W. Pütz – Die alte Inschrift wurde auf der Rückseite des Grabes angebracht.

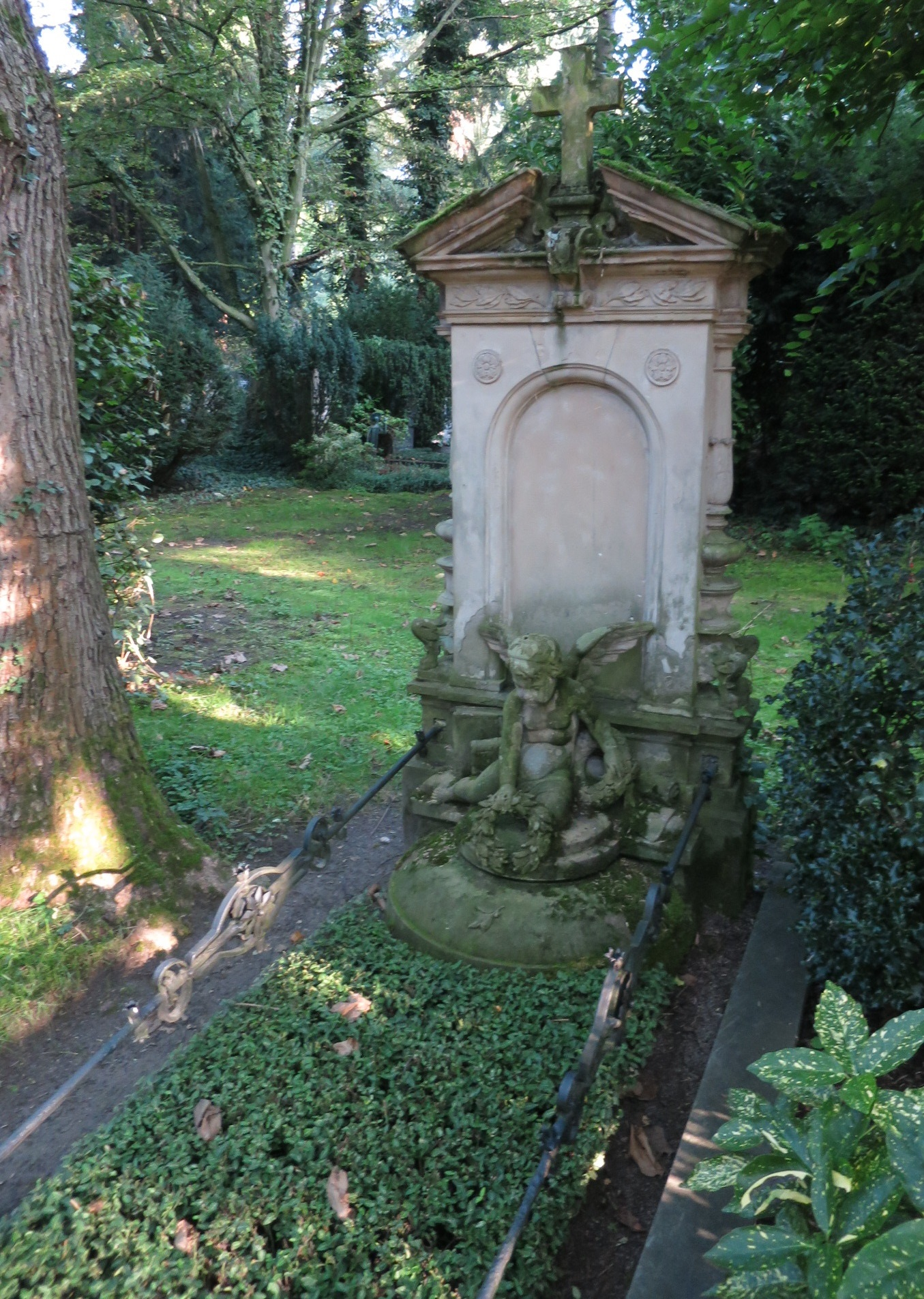
Patenschaftsgrab W. Pütz (Vorderseite) – Die neue Beschriftung erfolgt nach dem Tod des Grabpaten.

Beim Kölner Melaten-Friedhof hatte die Stadtkonservatorin Hiltrud Kier im Jahre 1981  das Institut der Grabpatenschaft begründet. Dabei wählt sich ein Pate eine denkmalgeschützte Grabanlage aus, deren Nutzungsrecht abgelaufen ist, und pflegt und erhält sie dann. Als Gegenleistung steht dem Paten das Recht zu, in diese Grabstelle beizusetzen. Nutzungsgebühren fallen erst nach einer neuen Beisetzung an. Der Name des zuvor Bestatteten wird zuweilen auf der Rückseite des restaurierten Grabmals vermerkt bzw. der Grabstein mit der Originalinschrift gedreht (siehe Beispiel rechts), auch die Anbringung einer neuen Inschrifttafel über der alten war üblich, wobei der Name des früheren Bestatteten nicht mehr sichtbar ist, aber erhalten bleibt. Diese Möglichkeiten sind für den Kölner Raum in den 2000er Jahren durch eine Verschärfung der Patenschaftsbedingungen  weitgehend entfallen, auch geringe Veränderungen müssen jetzt zunächst mit der Denkmalschutzbehörde abgeklärt werden.
Reste der noch nicht verrotteten Gebeine verbleiben meist in der alten Grabstelle und werden in einem abgetrennten Teil des Grabes beigesetzt. Dieses Patenschaftssystem stellt die Restaurierung und den Erhalt vieler historischer Grabmale sicher.
Im Regelfall suchen Friedhöfe mit kulturgeschichtlich bedeutsamen Grabmalstätten geeignete Personen oder Vereine, die sich zur individuellen Pflege einer oder mehrerer Grabstellen bereiterklären, für die kein Nutzungsrecht mehr besteht. Diese ehrenamtliche Aktivität kann für einen bestimmten Zweck, wie eine Restaurierung, zeitlich begrenzt oder auf einen längeren Zeitraum ausgerichtet sein. Manche Friedhofssatzungen enthalten Aussagen, wie eine Grabpatenschaft zu regeln ist.
Für natürliche Personen kann dieses Engagement in Frage kommen, wenn sie die von ihnen in Patenschaft genommene Grabstätte zu einem späteren Zeitpunkt für die Bestattung ihrer Familienangehörigen oder sich selbst in Anspruch nehmen möchten. Diese Nutzungsmöglichkeit kann je nach Friedhof unterschiedlich geregelt sein, beispielsweise als Option. Eine andere Absicht besteht bei Grabpatenschaften zu Bildungszwecken, beispielsweise um über die Pflege von Kriegsgräbern oder Ruhestätten prominenter Personen Geschichtsvermittlung für Schüler lebendig zu gestalten. Diese Form ist relativ häufig in den USA anzutreffen.

## Patenschaftsvereinbarung
Die Grundlage von Grabpatenschaften oder der „nachhaltigen Nutzung von Grabstätten“ (z. B. für eigene Bestattungen mit Nutzungsrecht von 20 Jahren) ist eine schriftliche Vereinbarung mit der jeweiligen Friedhofsverwaltung. Mögliche Veränderungen an der Grabstelle sind von ihrer Lage, dem Erhaltungszustand und vom Denkmalstatus abhängig. Sie sind das Ergebnis gemeinsam getroffener Vereinbarungen zwischen den Paten und der Friedhofsverwaltung und sonstige Rahmenbedingungen. Wichtige Aspekte werden demzufolge in den Zielen der Patenschaftsvereinbarung niedergelegt.
Manche Friedhöfe organisieren die Auswahlmöglichkeit mittels eines Grabmalkataloges oder andere kennzeichnen verfügbare Grabmale mit einem Symbol. Grabpatenschaften werden in vielen Staaten praktiziert und sind bei den Beteiligten mit differenzierten Motiven verbunden.